# Ardo
Ardo nebo Ardonus (asi zkráceně Ardabastus, Ardabast) byl posledním vizigótským králem. Panoval pravděpodobně od roku 713 nebo 714 až do své smrti v roce 721.
Visigótské království bylo v té době již velmi zredukováno muslimským dobytím Hispánie (conquista) z předchozích tří let, než Ardo nastoupil na trůn po Agilovi II. Ardo je zaznamenaný pouze v seznamu vizigótských králů, kde je zmínka o tom, že panoval 7 let. V roce 716 Arabové přešli přes Pyreneje a napadli Narbonne, poslední provincii pod vizigótskou kontrolou. V průběhu dalších tří let zřejmě Ardo bránil zbytek vizigótského království a pravděpodobně podlehl v bojích jako jeho předchůdce, než Arabové dobyli všechno, co zůstalo ze staré říše. 